# Vampires: Los Muertos
Vampires: Los Muertos é um filme de horror lançado em 2002, escrito e dirigido por Tommy Lee Wallace e produção de John Carpenter.

## Elenco
- Jon Bon Jovi
- Tom Guinee
- Natasha Gregson Wagner
- Arly Jover
- Darius McCrary
- Diego Luna
- Honorato Magaloni